# Krankenhaus Barmherzige Brüder (München)

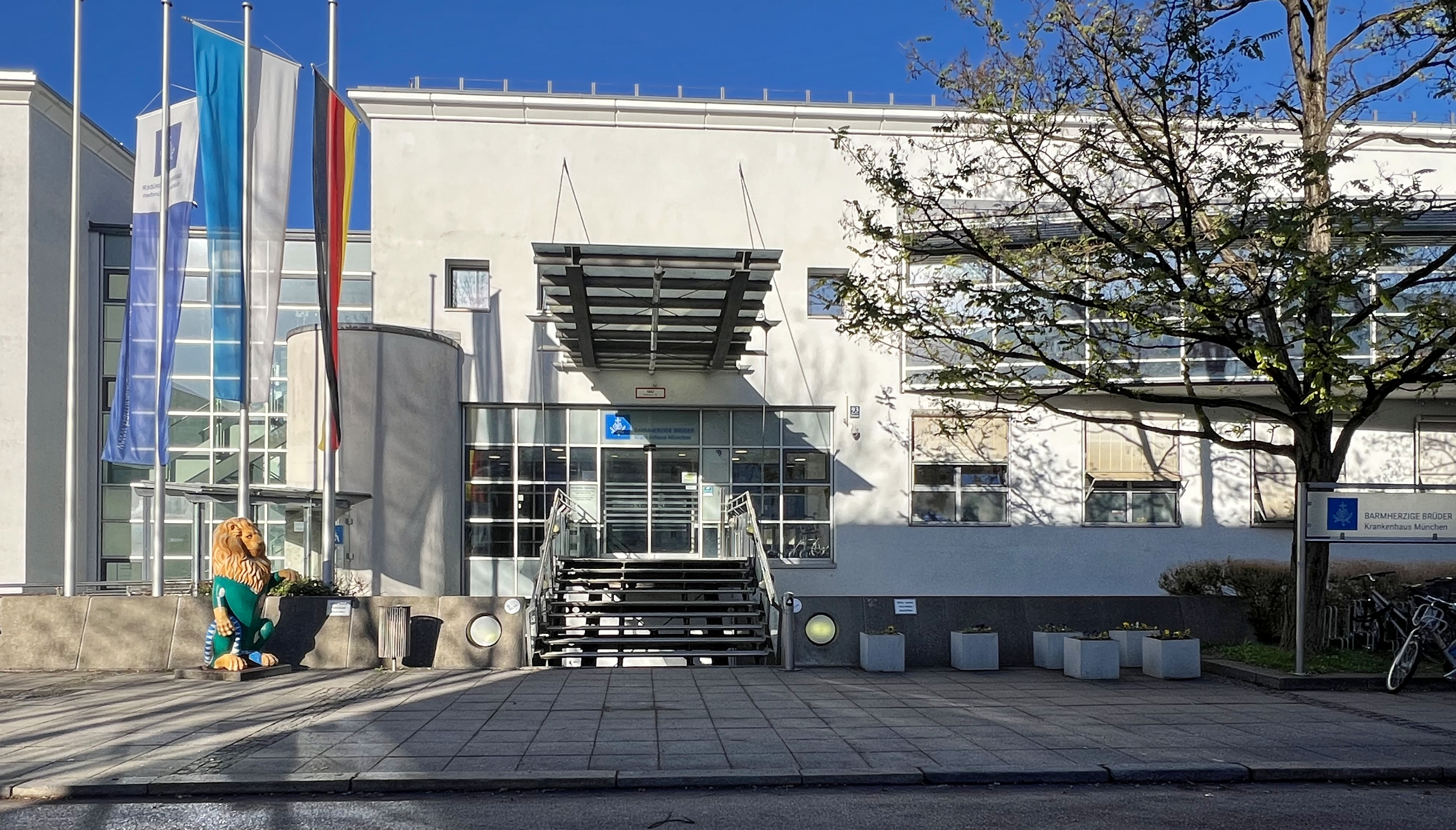
Krankenhaus der Barmherzigen Brüder

Das Barmherzige Brüder Krankenhaus München wurde 1916 vom Orden der Barmherzigen Brüdern gegründet und ist ein Krankenhaus der I. Versorgungsstufe im Münchner Stadtteil Nymphenburg. Es ist akademisches Lehrkrankenhaus der TU München und Lehrklinik der Deutschen Akademie für Ernährungsmedizin.

## Geschichte

### Bis 1945
Bereits im 18. Jahrhundert führte der Orden das Hospital St. Maximilian am Sendlinger Tor. Allerdings wurden das Hospital und die angeschlossene Ärzteschule im Rahmen der Säkularisation aufgelöst.
1916 konnte der Orden der Barmherzigen Brüder die Gaststätte Controlor im Südlichen Schlossrondell, Teil des Nymphenburger Schlossensembles, erwerben. Bis zum 3. Oktober 1917 war es dem Pächter der Gaststätte noch möglich, diese weiterführen, bevor der Orden das Gebäude am 7. Oktober 1917 ganz übernahm und in ein Krankenhaus umbaute. Am 23. Dezember 1918 wurde der erste Patient aufgenommen. Im Frühjahr 1919 wurde die Anzahl der Betten von der Polizeidirektion auf 58 festgelegt, die in den ersten Jahrzehnten ausschließlich Männern vorbehaltenen waren und hauptsächlich deren urologischer Betreuung dienten. Um die Auslastung und damit die Einnahmen zu verbessern, wurde 1921 ein Belegungsvertrag mit der bayerischen Landespolizei geschlossen. 1931 konnte der Orden das Nachbargebäude erwerben und die Zahl der Betten auf 180 erhöhen.
Mit Beginn des Zweiten Weltkriegs 1939 wurde das Krankenhaus zum Reservelazarett umgewidmet. Ein Luftangriff am 21. Dezember 1942 zerstörte den größten Teil des Krankenhauses, jedoch konnte ein Notbetrieb aufrechterhalten werden.

### Ab 1945
Nach dem Krieg beseitigte man die gröbsten Schäden und nahm den Betrieb wieder auf. Im Jahr 1955 wurde das Krankenhaus komplett umgebaut bzw. saniert. Durch diesen Umbau stieg die Zahl der Betten auf 370. Zwei Jahre später wurde eine neue Krankenhauskirche gebaut. 1966 konnte mit dem Bau eines weiteren Bettenhauses, neuer Operationssäle, mehrerer Funktionsräume und eines Personalwohnheims begonnen werden. Im selben Jahr wurden 120 Betten an die Bundeswehr verpachtet (bis 1985).
Die Palliativstation wurde 1991 eröffnet und 2008 auf nunmehr 32 Betten erweitert. Zwischen 1990 und 2003 wurden zahlreiche Gebäude saniert bzw. umgebaut. Im Januar 2010 wurde ein neuer Komplex eröffnet, der Raum für die neue Tagesklinik, weitere OP-Säle, die Verwaltung sowie ein Ärztehaus bietet. Im Februar 2009 wurde das erste Darmzentrum am Tumorzentrum München am Krankenhaus Barmherzige Brüder eröffnet.

## Zahlen, Daten, Fakten
- 405 Betten
- circa 1.300 Mitarbeitende davon über 220 Ärztinnen und Ärzte und circa 820 Mitarbeitende im Pflegebereich einschließlich Medizinisch-Technischer-Dienst
- circa 50.000 Patienten stationär und ambulant pro Jahr

## Kliniken und Abteilungen
- Fachkliniken: Anästhesie und Intensivmedizin, Allgemein- und Viszeralchirurgie, Sektion Gefäßchirurgie, Geriatrie, Innere Medizin I – Gastroenterologie, Hepatologie und Onkologie und DKG-zertifiziertem Darmkrebs- und Leberkrebszentrum, Innere Medizin II – Kardiologie, Pneumologie und Notfallambulanz, Orthopädie und Unfallchirurgie mit den Sektionen Wirbelsäule (minimalinvasive)  und Unfallchirurgie sowie dem Department Fuß-, Schulter- und Sportorthopädie, zertifiziertes Endoprothetikzentrum der Maximalversorgung, zertifiziertes lokales Traumazentrum, Diagnostische und Interventionelle Radiologie, Palliativmedizin, Urologie mit zertifiziertem Uro-onkologischem Zentrum, Pankreaszentrum, zertifizierten Cardiac Arrest Center unt Chest Pain Unit sowie Hypertoniezentrum, Schmerztherapie, Interdisziplinäres Therapie Team, 24h-Notfallambulanz, Zentrum für Ernährungsmedizin und Prävention ZEP
- Berufsfachschule für Gesundheits- und Krankenpflege zusammen mit dem Krankenhaus Dritter Orden